# Wilhelm Gysae
Wilhelm Gysae (* 29. September 1797 in Gerswalde; † 7. Juni 1863 in Strehlow) war ein deutscher Gutsbesitzer und Politiker.
Gysae war Offizier in den Befreiungskriegen, von 1817 bis 1833 Verwalter des Guts in Blankenese, danach Rittergutsbesitzer in Strehlow und seit 1837 Ökonomierat im Landesökonomiekollegium in Berlin.
Er war vom 27. Juni 1848 bis zum 10. Mai 1849 Mitglied der Frankfurter Nationalversammlung für die Provinz Brandenburg in Prenzlau in der Fraktion Casino.